# Petru Iosub
Petru Iosub (Fălticeni, 16 de junio de 1961) es un deportista rumano que compitió en remo.
Participó en dos Juegos Olímpicos de Verano en los años 1980 y 1984, obteniendo una medalla de oro en Los Ángeles 1984 en la prueba de dos sin timonel. Ganó una medalla de bronce en el Campeonato Mundial de Remo de 1982.

## Palmarés internacional
| Juegos Olímpicos   | Juegos Olímpicos             | Juegos Olímpicos  | Juegos Olímpicos   |
| Año                | Lugar                        | Medalla           | Prueba             |
| ------------------ | ---------------------------- | ----------------- | ------------------ |
| 1984               | Los Ángeles (Estados Unidos) | Medalla de oro    | Dos sin timonel    |
| Campeonato Mundial |                              |                   |                    |
| Año                | Lugar                        | Medalla           | Prueba             |
| 1982               | Lucerna (Suiza)              | Medalla de bronce | Cuatro sin timonel |